# 김영두 (1870년)
김영두(金榮斗, 1870년 ~ ?)는 대한제국 독립운동가 겸 천도교인이다. 아호(雅號)는 천흥(泉興).

## 생애

### 일생
일제 강점기 함경남도 영흥군 횡천면 천흥리(永興郡 橫川面 泉興里)의 천도교인으로 1919년 3월 17일 영흥군 영흥읍에 가서 독립만세운동의 상황을 목격하고 영흥군 횡천면에서도 독립만세운동을 전개하려고 계획하였다. 김영두는 횡천면에 거주하는 김경팔과 독립만세운동을 전개하기로 합의한 후 횡천면의 천흥리 등지의 주민들을 찾아 동참을 권유하였다. 그리고 3월 23일에는 횡천면 대평리의 사립 동흥학교(東興學校) 교사인 김상민(金相敏)에게 3월 23일 밤 7시에 면내에서 독립만세운동을 벌일 것이므로 교사와 학생에게 참여시키도록 요청하였다. 그리고 천흥리의 한철호(韓喆浩)와 한수길(韓秀吉)에게 가서 동 시위에 참여하도록 권유하였다. 그러나 그의 방법은 주민들에게 받아들여지지 않았고, 도리어 김영두의 계획이 일본 경찰에 누설되어 그는 체포되고 말았다.
그는 1919년 4월 30일 경성복심법원에서 소위 보안법 위반으로 징역 10월을 받았고, 1919년 5월 29일 고등법원에서 상고 기각되어 형이 확정되었다.

## 사후
대한민국 정부는 고인의 공훈을 기리고자 2006년 3월 1일을 기하여 대한민국 건국포장을 추서하였다.